# Pico (vino)
Pico es una indicación geográfica portuguesa -en portugués, Indicação de Proveniência Regulamentada (IPR)- para vinos generosos producidos en la isla del Pico del archipiélago de las Azores, abarcando la zona de producción parte de lo concelhos de Madalena, São Roque y Lages.
Los vinos de Pico pueden ser únicamente producidos con las variedades blancas de Verdelho, Arinto (Pedernã) y Terrantez.